# Bancă (instituție financiară)

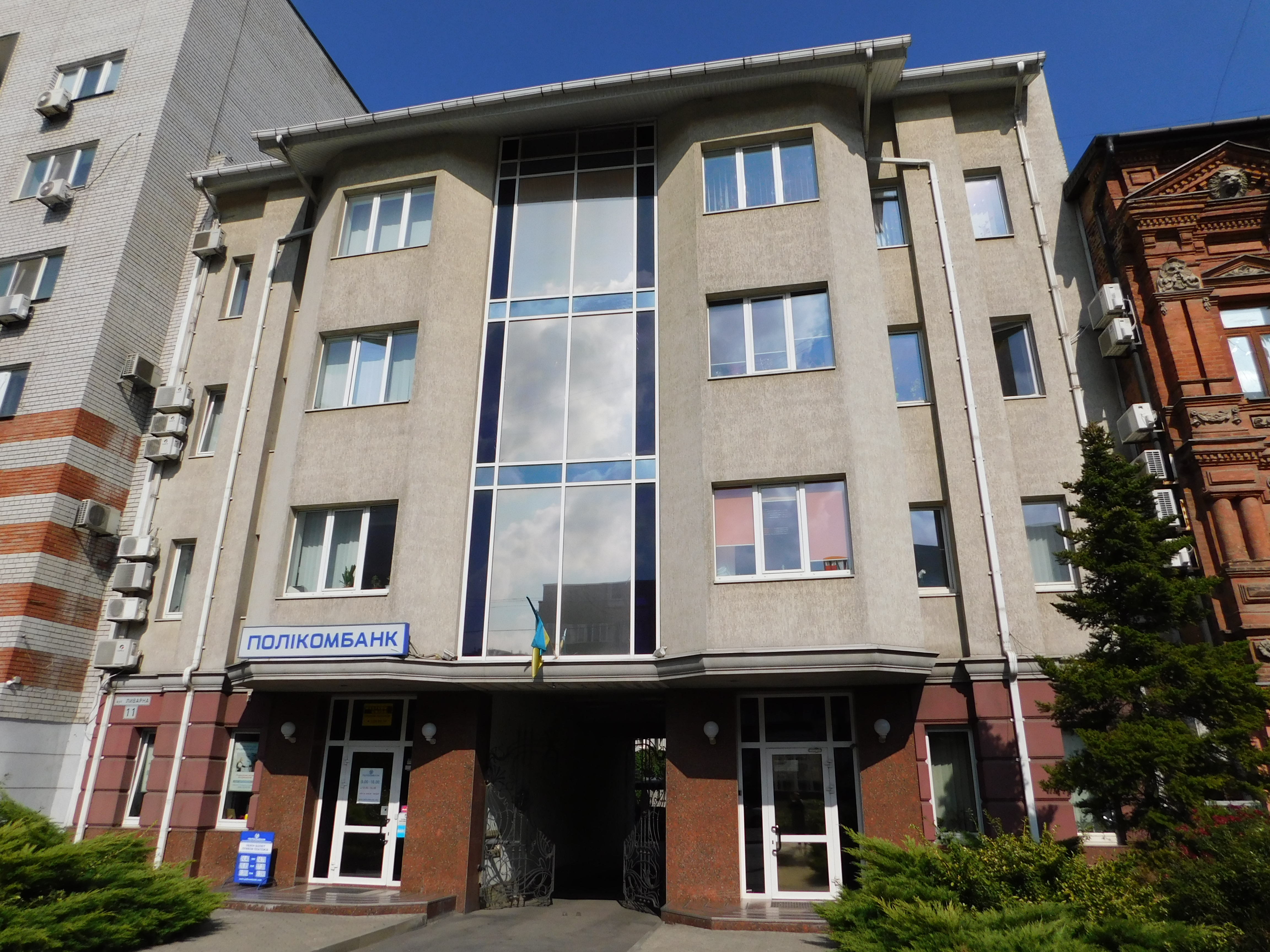
Polikombank, Dnipro

Banca este o instituție financiară care are ca obiect principal de activitate atragerea de depozite și acordarea de credite. Băncile sunt organizate sub forma unei societăți comerciale pe acțiuni și își desfășoară activitatea sub supravegherea băncii centrale. 

## Istoric
Primele evidențe ale activităților de tip bancar datează încă din Antichitate. Templele erau văzute de către populație ca un loc sigur de plasare a bunurilor, iar contra unui mic profit preoții luau în administrare atât bunuri de valoare cât și mărfuri perisabile. O altă practică des întâlnită în această perioadă este împrumutul cu dobândă, care până la Codul lui Hammurabi nu a cunoscut o reglementare din partea autorităților. 
Apariția băncilor ca instituții a avut loc în Grecia și Roma antică în secolele VII-VI î.Hr.. Acesta este rezultatul dezvoltării comerțului ca o consecință a emiterii monedei proprii de către fiecare oraș comercial. În scopul de a combate camăta mai multe cetăți grecești au decis să constituie „bănci publice” care pe lângă rolul propriu-zis bancar, mai aveau și sarcina strângerii impozitelor și dreptul de a bate monedă.
Cea mai veche bancă din lume este considerată a fi Banca Monte dei Paschi, înființată în 1472.
În Europa, în ciuda controverselor îndelungate asupra moralității dobânzii, sistemul bancar s-a consolidat treptat culminând emiterea banului de hârtie de către Banca Veneției în anul 1637. Băncile și-au mărit importanța pe măsură ce economia a continuat să se dezvolte, iar statul și-a mărit implicarea prin înființarea băncilor centrale.

## Etimologie
Cuvântul bancă a fost împrumutat în engleza medie, din franceza mijlocie banque, din italiana veche banco, adică "masă", din germana veche de banc, bank "bancă, laviță". Băncile au fost folosite ca birouri improvizate sau mese de schimb în timpul Renașterii de către evrei bancheri din Florența, care obișnuiau să-și facă tranzacțiile în partea de sus a birourilor acoperite cu fețe de masă verzi.

## Structura rețelei unei instituții de credit

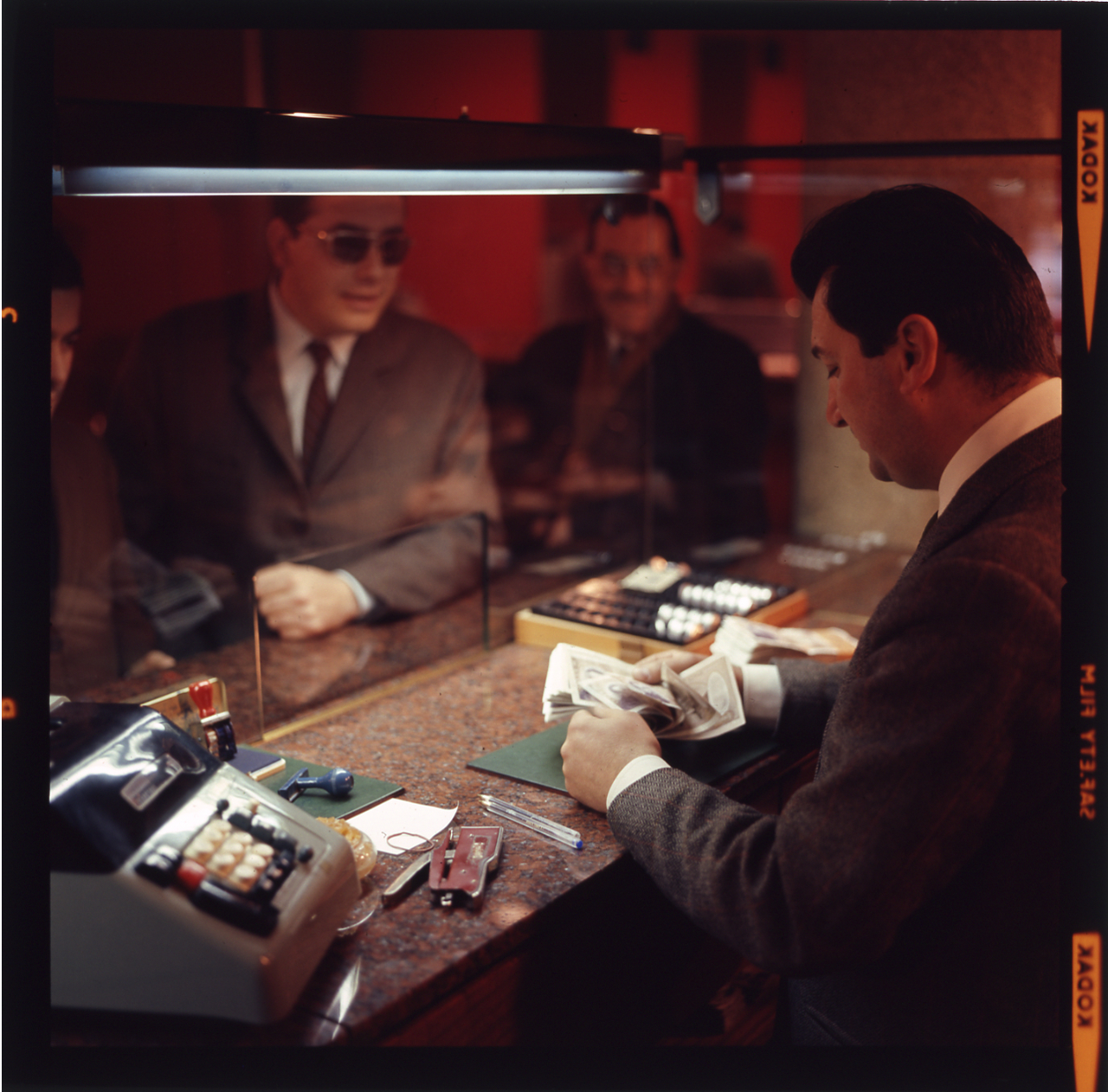
1970

Structura rețelei unei instituții de credit, precum o bancă, are patru componente principale:
- centrala
- sucursalele
- filialele
- agențiile

### Centrala
Aceasta este centrul operațional al instituției de credit. Centrala este responsabilă pentru elaborarea politicilor și a strategiilor bancare, coordonarea activităților tuturor sucursalelor, filialelor și agențiilor și pentru asigurarea respectării normelor, regulamentelor și legilor bancare în întreaga organizație. Centrala se ocupă de luarea deciziilor strategice și de administrarea riscurilor la nivelul întregii instituții.

### Sucursalele
Acestea sunt entități bancare care funcționează ca extensii ale centralei în diferite zone geografice. Deși sunt gestionate de centrală, sucursalele operează cu un nivel oarecare de autonomie. Ele oferă majoritatea serviciilor bancare, cum ar fi depuneri, retrageri, împrumuturi și servicii de consultanță financiară, și sunt în contact direct cu clienții instituției de credit.

### Filialele
Acestea sunt entități separate, deși sunt deținute integral sau în proporție majoritară de bancă. Filialele pot oferi servicii similare cu cele ale sucursalelor, dar operează sub propriul lor brand și adesea în sectoare specifice de piață sau în zone geografice unde centrala sau sucursalele nu sunt prezente. Ele au propria lor conducere și pot lua decizii la nivel local, deși direcția strategică și supervizarea generală vin de la centrală.

### Agențiile
Acestea sunt unități mai mici ale băncii, de obicei situate în zonele mai puțin populate pentru a furniza servicii bancare comunităților locale. Agențiile oferă servicii limitate comparativ cu sucursalele sau filialele, cum ar fi procesarea tranzacțiilor zilnice sau servicii de bază pentru clienți. Sunt gestionate de sucursale sau direct de către centrală, în funcție de modelul organizațional al băncii.

## Sistemul bancar

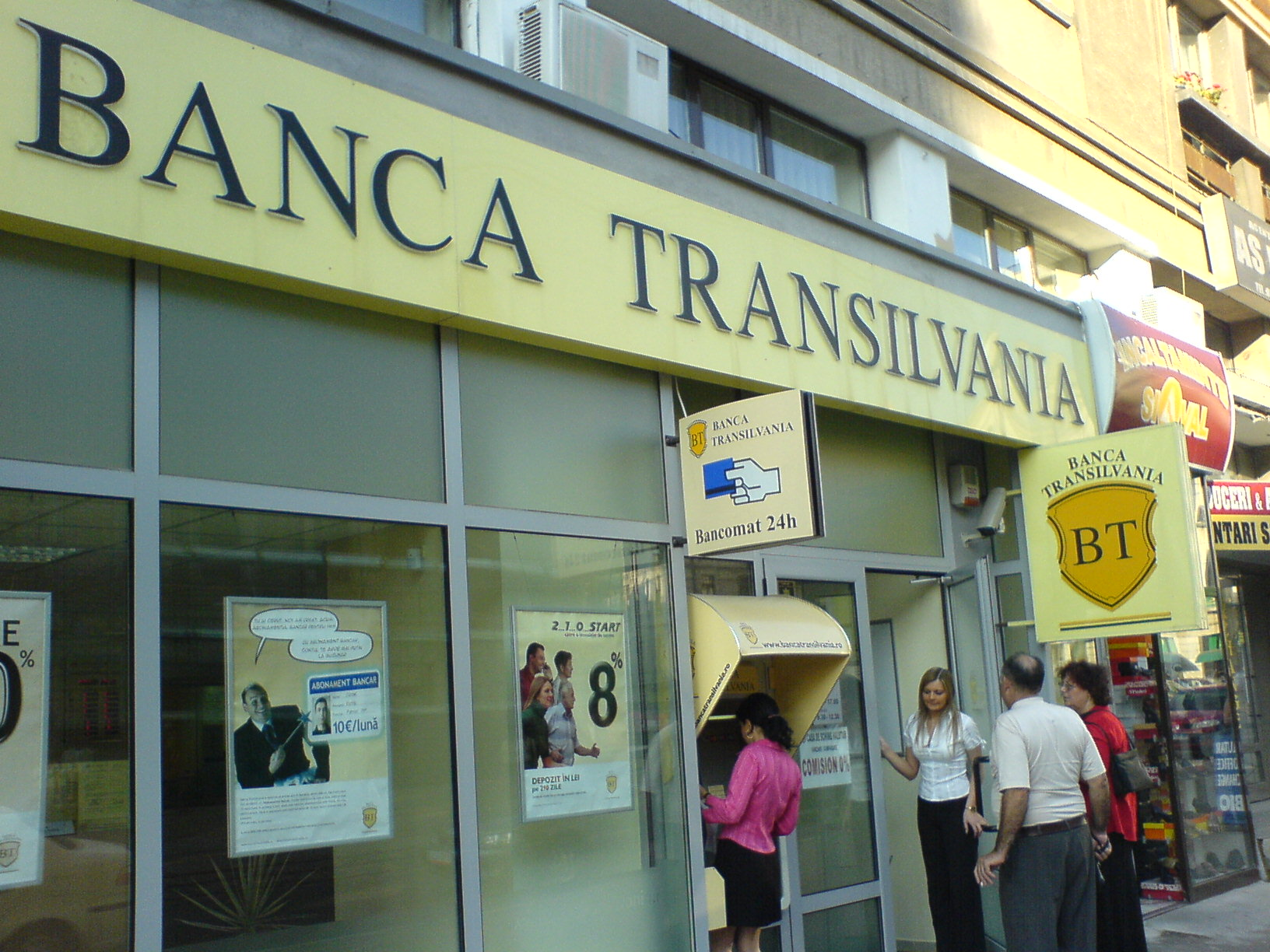
Agenție a Băncii Transilvania în Iași care oferă servicii bancare direct populației.

Sistemul bancar este structurat în general pe două nivele: 
- primul nivel cuprinde o singură entitate - Banca Centrală a Statului (sau națională) cu atribuții privind politica monetară, valutară, de credit și de plăți, precum și cu atribuții în materia autorizării și supravegherii (prudențiale) bancare

Banca Centrală este, de regulă, singura instituție autorizată să emită monedă. Aceasta răspunde Guvernului sau direct Parlamentului și este o instituție non-comercială.
- al doilea nivel cuprinde, în principal, băncile specializate, instituții autorizate să desfășoare activități de atragere de depozite și de acordare de credite în nume și în cont propriu.

Cel mai important segment al băncilor specializate este constituit de băncile comerciale. Acestea dispun de o numeroasă rețea de agenții care oferă prin servicii bancare direct populației sau întreprinderilor. Băncile de investiții, spre deosebire de cele comerciale acționează preponderent pe piața financiară și nu interactionează direct cu populația.
În rândul băncilor specializate se încadrează și băncile de credit ipotecar sau casele de economii pentru domeniul locativ, care oferă credite ipotecare pentru locuințe persoanelor fizice sau juridice.

## Cadru juridic
Activitatea bancară, cuprinzând atragerea de depozite și acordarea de credite ca operațiuni bancare principale, precum și serviciile bancare conexe și accesorii, este o activitate economică de interes public foarte atent reglementată.
Băncile se constituie în majoritatea legislațiilor sub forma societăților pe acțiuni, iar la constituire fondatorii trebuie să dispună de un capital social care depăsește cu mult cerințele unei societăți pe acțiuni obișnuite. În România, pentru a se putea iniția constituirea unei societăți bancare fondatorii trebuie să dispună de 37 milioane RON (peste 10 milioane €) capital social în formă bănească.
Băncile specializate trebuie să respecte atât legislația societăților comerciale, pe cea specială în domeniu (precum Legea Bancară) precum și reglementările emise de Banca Centrală a statului pe teritoriul căruia își desfășoară activitatea.